# Tinea nigra

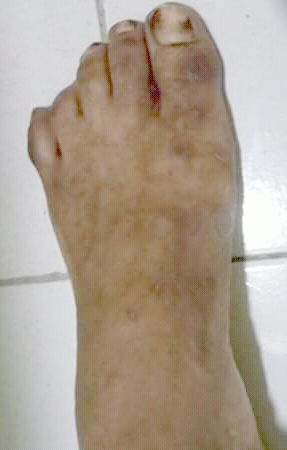
Pie afectado por tinea nigra.

Tinea nigra, también denominada feohifomicosis superficial y Tinea nigra palmaris et plantaris, es un tipo de infección por hongos superficial que produce manchas indoloras de color marrón oscuro a negro denominadas máculas en las palmas de las manos y las plantas de los pies de individuos sanos. Ocasionalmente las máculas se extienden a los dedos de las manos y pies, y uñas y a veces al pecho, cuello o zona genital.: 311  Las infecciones de tinea nigra pueden manifestarse mediante múltiples máculas que puede tener un aspecto moteado o aterciopelado, y pueden ser de forma ovalada o irregular. Las máculas pueden medir de unos pocos milímetros a varios centímetros.

## Causas
Esta infección es causada por un hongo anteriormente clasificado como Exophiala werneckii, y más recientemente clasificado como Hortaea werneckii. El organismo causante también ha sido descripto como  Phaeoannellomyces werneckii. Tinea nigra es extremadamente superficial y puede ser removida de la piel mediante raspado contundente. Tiende a aparecer en áreas donde hay una elevada concentración de  glándulas sudoríparas ecrinas. Las infecciones generalmente comienzan a aparecer en la piel alrededor de 2 a 7 semanas después de la inoculación.
La capacidad de H. werneckii para tolerar altas concentraciones de sal y condiciones ácidas le permite florecer dentro de la capa córnea.  H. wernickii  tiende a permanecer localizada en un lugar o región y produce máculas marrones de color oscuro en la piel debido a la producción de una sustancia parecida a la melanina.

## Diagnóstico
El diagnóstico de la tiña negra se basa en el examen microscópico de los raspados de la piel del estrato córneo obtenidos con un bisturí. Los raspados se mezclan con hidróxido de potasio (KOH). El KOH hace que brillen los restos no micóticos. Los raspados de la piel son cultivados en agar Sabouraud a 25 °C y se deja se desarrollen por una semana. Por lo general H. werneckii se pueded distinguir por su forma de levadura bicelular y presencia de hifas septadas con paredes gruesas y pigmentadas de forma oscura.

## Tratamiento
El tratamiento consiste de aplicaciones tópicas de champú para la caspa, que contiene sulfuro de selenio, sobre la piel. También se pueden usar imidazoles antimicóticos tópicos como ketoconazol, itraconazol y miconazol. Los imidazoles generalmente se usan dos veces al día durante un período de dos semanas. Este es el mismo plan de tratamiento para la tiña o la pitiriasis versicolor. Otros métodos de tratamiento incluyen el uso de cinta adhesiva epidérmica, ácido undecilénico y otros agentes tópicos como ciclopirox. Una vez que la infección por tiña negra ha sido erradicada del huésped, no es probable que vuelva a ocurrir.

## Epidemiología
Tinea nigra es común en África, Asia, América Central, y América del Sur. Por lo general, no se encuentra en los Estados Unidos o Europa, aunque se han documentado casos en el sureste de los Estados Unidos. Pueden infectarse personas de todas las edades; sin embargo, generalmente es más evidente en niños y adultos más jóvenes. Las mujeres tienen tres veces más probabilidades que los hombres de infectarse.